# Klaus Florian Vogt

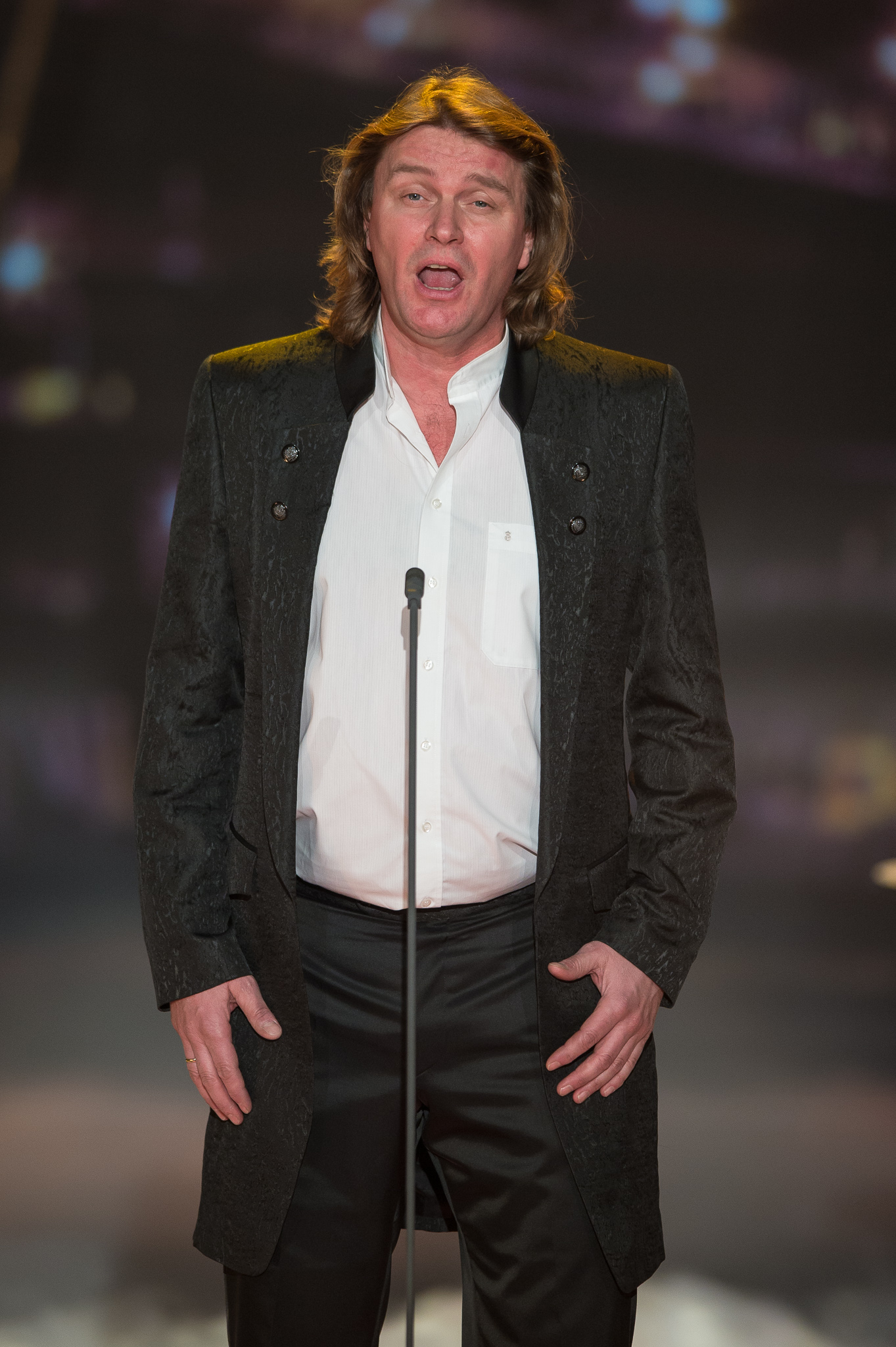
Klaus Florian Vogt - 2015

Klaus Florian Vogt es un tenor lírico alemán que se ha destacado como cantante en los papeles líricos del repertorio wagneriano.
Nació en Heide, Holstein y estudió en Hannover trompa y canto. Debutó en 1997 en Flensburg.
Integrando el elenco de la Ópera de Dresde hasta el año 2003, allí cantó bajo las órdenes de Giuseppe Sinopoli y Colin Davis el Tamino de La flauta mágica, Pinkerton en Madama Butterfly de Puccini,  Max de Der Freischütz, Jenik en La novia vendida, Matteo de Arabella entre otros. 
Uno de los más promisorios cantantes del siglo XXI, saltó al panorama internacional a raíz de su interpretación de Lohengrin en el Festival de Baden Baden en 2005, papel del que ha hecho una auténtica creación. Vogt se destaca por su bella voz, elegante fraseo, gran fiato y equilibrado juego de dinámicas y medias voces.
Sus interpretaciones de los papeles para tenor lírico de las óperas de Wagner se consideran actualmente referenciales por sus virtudes técnicas, si bien algún sector entiende que su voz es excesivamente lírica para estos. Destaca como Lohengrin, Walther von Stolzing en Los maestros cantores de Núremberg y Erik en El holandés errante. Recientemente ha incorporado también otros papeles más dramáticos, como Parsifal y Siegmund en La valquiria. 
Fuera del repertorio wagneriano, ha interpretado el Príncipe de Rusalka de Dvorak, así como papeles más dramáticos, si bien con los reparos que pueden ponerse a una voz excesivamente lírica: Oberón y Florestan en Fidelio, Das Lied von de Erde de Mahler, Baco en Ariadna en Naxos y el Emperador de La mujer sin sombra de Richard Straus o Paul en La ciudad muerta de Korngold.
Canta regularmente en la Wiener Staatsoper, Deustche Oper Berlin, Ópera Estatal de Baviera (Munich), Semper Oper de Dresde y Ópera de París.
Vogt canta anualmente en el Festival de Bayreuth, donde debutó en 2007 como Walther von Stolzing en la producción de Los maestros cantores de Nuremberg de Katharina Wagner, dirigida por Sebastian Weigle (2007-2010). Entre 2010 y 2015 fue Lohengrin en la producción de Hans Neuenfels dirigida por Andris Nelsons y, en 2016, Parsifal en la nueva producción dirigida por Hartmut Haenchen debida a Uwe Erik Laufenberg. En 2017 y 2018 volvió a cantar Walther, bajo la batuta
de Philippe Jordan y, en 2019, este papel y algunas funciones de Lohengrin con Christian Thielemann.

## Discografía de referencia
- Berg, Lulú / Antonio Pappano, Covent Garden (2009).
- Mussorgsky, Khovanshchina / Kent Nagano, Ópera Estatal de Baviera (DVD, 2007).
- Strauss, Ariadne auf Naxos / Colin Davis, Semper Oper de Dresde (DVD, 1999).
- Strauss, Ariadne auf Naxos / Giuseppe Sinopoli, Semper Oper de Dresde (2000).
- Wagner: Lohengrin / Kent Nagano, Ópera de Lyon (DVD, 2006).
- Wagner: Die Meistersinger von Nürnberg / Sebastian Weigle, Festival de Bayreuth (DVD, 2008).
- Wagner: Lohengrin / Andris Nelsons, Festival de Bayreuth (DVD, 2011).